# Perché mamma ti manda solo?
Perché mamma ti manda solo? (Trop jolies pour être honnêtes) è un film del 1973, diretto da Richard Balducci.

## Trama
Quattro ragazze (Frédérique, Christine, Bernadette e Martine) vivono insieme a Nizza e osservano con un cannocchiale gli avvenimenti in un appartamento vicino.